# Српско средњовековно кривично право
Српско средњовековно кривично право, по својим општим карактеристикама, засновано је на старим српским обичајима и обичајном праву, а трпело је и велики утицај Византије, где су се у одређеним сегментима кривичног права мењале казне за почињена кривична дела. Најважнији зборници везани за кривично право у средњем веку су Законоправило Светог Саве (из 1219. године) и Душанов законик (из 1349. и допуњен 1354. године).

## Карактеристике
- Обичаји: у то време представљали су један од најзначајнијих извора права, док у данашње време, обичаји нису извор права, али представљају полазну основу приликом доношења закона. Душанов законик садржи велики број норми, које воде порекло из најстаријег српског обичајног права.
- Партикуларност: у Србији тог времена је слабије изражена, због јаке централне власти, док је на западу паратикуларст последица доласка на власт снажних великаша готово осамостаљених области.
- Несистематичност: материја кривичног права не налази се у једном, већ у више аката, повеља, међународних уговора и сл. чак и са доношењем Душановог законика поједина кривична дела се уређују обичајним правом.
- Јак утицај религије: дефинисана су нека кривична дела, која имају основу у неком црквеном учењу, нпр вештичарење
- Строге казне: међу које спадају телесна и смртна казна, а примењује се и новчана накнада, коју је плаћала породица оштећеног.
- Колективна одговорност: преовлађивала је у раном периоду (за нека кривична дела, одговорност је сносила „кућа“, коју чине сви укућани). Касније, са доношењем Душановог законика више се користи индивидуална кривична одговорност, коју сноси појединац. Индивидуална кривична одговорност се примењује и данас.

У старом српском праву крвна освета се није примењивала, али је оставила веома снажан утицај у историји кривичног права, што се види и по бројним институтима као што је (нужна одбрана), која је представљала разлог због ког се искључивало од противправности кривичног дела. Нужна одбрана је врста неопходне одбране како би се умањио и одбио противправни напад. Пример таквог чина се види у Законоправилу како се наводи да није кажњиво убити нападача који би својим нападом угрожавао живот нападнутог.
У средњем веку сталешке разлике су имале веома важан утицај у процесу утврђивања кривичне одговорности. Повеље из 13. и 14. века су успеле да приложе значајан број података о различитим казнама за исто кривично дело, у зависности од тога ком је сталежу припадао учинилац тог дела, да ли властеосоком или себарском сталежу. Из Скраћене синтагме су у српску средину могли јавити разни случајеви невере: издаја, прелазак у непријатељску војску, акти против владара и државе.

## Византијско кривично право
За разлику од западног дела Римског царства, на територији Византије, римско право и Јустинијанова кодификација били су присутни без прекида и тек незнатно су се прилагођавали развоју феудалних односа и утицају хришћанства. Иако су временом слабили њена војна и политичка моћ, византијска култура и њена права нису посустајали.
На територији Византије населила су се словенска племена, наслеђујући тековине римско-византијске културе и права, за шта је важну улогу имао и начин на који су се власти понашале према новопридошлим варварима. Из тог разлога, прилагођени византијски закон сматран је и „словенским“ законом, јер добар део његових одредби садржи обичајно право словенских племена настањених на византијском простору, у жељи да, са једне стране византијска држава афирмише своју суверену власт над Словенима, а са друге стране да испоштује њихову традицију и обичајно право.
Често се поставља питање порекла бруталних казни у византијском праву. Неки аутори сматрају да је увођење бруталности у византијско право последица словенског утицаја. Одговор краља Милутина дубровачком Сенату из 1308. године, који предлаже смртну казну за Србе који би убили Дубровчанина, што краљ одбија и остаје при томе да је довољно да се настави са старим обичајем плаћања „вражде“, довољан је доказ о потврди примене композиције у Србији у том периоду.

## Кривично право у Законоправилу Светог Саве
Свети Сава је Законоправило начинио користећи зборнике црквеног и световног права: Новеле Алексија Комнина, цара Јустинијана, Зборник Јована Схоластика, Прохирон, Синопсис Стефана Ефеског, Аристинове коментаре, коментаре Јована Зонаре, Мојсијев закон, Посланице светих апостола и друге.
Он је 1212. године сачинио Законоправило са циљем да удовољи потребе српске цркве и српске феудалне државе. Истовремено, Законоправило се сматра једним од најстаријих уставних докумената у свету и представља зборник црквених и правних прописа. Важно је истаћи да је то и најзначајнија књига код Срба након Библије.
Усвојен је на сабору у манастиру Жича 1221. године, као највиши црквени и државни правни акт. Познато је да су канони Цркве регулисали живот поданика. Савина материја се у великој мери односила на област коју данас сврставамо под назив - грађанско право.
Законоправило или Крмчија је уређивала велику област друштвених односа како црквених, тако и грађанских. Захваљујући Савиној верзији Номоканона, Црква и држава у Рашкој су постале равноправне, тако што то су се избацили византијски текстови (Еклога, Епанагога и коментари Балсамона из 12. века) који подређују положај цркве у односу на државу.
Са намером да спречи употребу словенских апокрифа, Сава је у Номоканону унео Атанасијев попис канонских књига. Део Законоправила који се односио на црквено право налазе се у: Синопсис Стефана Ефеског, Номоканон Јована Схоластика, Номоканон у 14 наслова, Правила светих апостола, Правила светих отаца, Одлуке Васељенских и Помесних сабора и Мојсијево законодавство (3. и 5. књига Мојсијева). Део који се односио на грађанско право сачињавали су: Изводи из Јустинијанових Новела (око 550), правни зборник који је састављен од стране Јована Схоластика, Collectio tripartitia, збирка закона из периода Јустинијановог законодавства и Прохирион из 879. године, зборник византијског грађанског, кривичног и процесног права.
Рецепцијом римско-византијског права Србија је постала саставни део европске и хришћанске цивилизације. У 13. веку Законоправило је пренето у Бугарску, а потом у Русију. Штампано је у Москви 1650. и 1653. године. Од 17. века Срби се служе Савиним Законоправилом у руским штампаним издањима. Назив Крмчија, води пореко од Руса, који указује да се Номоканоном крмари црквени брод.
Законоправило је било састављено од 70 глава: 6 уводних, 44 црквеног права и 20 глава световног права. Оно не представља само пуки превод византијских грађанских и црквених правних аката, већ садржи и тумачења Светог Саве. Сава је у Законоправило унео и бројне прописе о заштити сиромашних, обесправљених и угрожених слојева друштва. У њему је наглашен складан однос између духовне и световне власти.
Касније је Законоправило послужило као основа законодавству српских владара, укључујући и Душанов законик. Кривично право је област у Законоправилу, коме је посвећено највише места. До тада, сва бројна кривична дела и казне нису били регулисани никаквим законима. Утицај Византије је велики, али нашло се места и обичајном праву, у случајевима када су византијски начини кажњавања били исувише строги и неправедн Сачувано је више преписа Савиног Законоправила:
1. Иловички препис је настао 1262. године у манастиру Светог Арханђела Михаила на Иловици, данашњи манастир Светих Арханђела Писан је на прегаменту и има 398 листова. Чува се у библиотеци Академије Наука у Загребу.
2. Рашки препис је настао 1305. године у Петровој цркви у Расу. Писан је на пергаменту и има 427 листова. Чува се у Историјском музеју у Москви.
3. Дечански препис је настао око 1340. године. Писан је на танком пергаменту и има 284 листова. Чува се у библиотеци манастира Дечани.
4. Пчињски препис је настао око 1370. године. Писан је на хартији, у кожном је повезу и има 305 листова. Чува се у Српској академији наука и уметности у Београду.
5. Морачки препис је настао око 1615. године. Писан је на хартији и има 347 листова. Чува се у Музеју Српске православне цркве у Београду.

Најстарији сачувани препис, такозвани Иловички препис – настао је 1262. године и налази се у Хрватској академији знаности и умјетности, некадашњој Југословенској академији знаности и умјетности, а према појединим мишљењима историчара, чак и хрватских, њега је тамо однео Анте Павелић. Овај препис настао је у манастиру Светог Арханђела Михаила на Михољској Превлаци. Писан је на прегаменту и има 398 листова. Телесне казне су преузете из Византије попут шибања, одсецања ушију, ослепљивања, смуђење косе и браде. Ови начини ће се задржати до Душановог доба, али и касније, понеки чак и до Првог српског устанка 1804. Примењивала се композиција материјалне накнаде штете. Духовна казна односила се на прогонство из цркве и забрана одређеним лицима да неко време долазе на службу.
Законоправило детаљно уређује кривично дело крађе.
- Онај ко би у току ноћи нешто украо из цркве, био би кажњен смртно, а казна би се извршавала бацањем зверима у јаму.
- За дневну крађу из цркве слало се на доживотну казну копања златне руде.
- Крађе из „великих цркава“ кажњавани су одсецањем главе мачем. Остале крађе се разликују у зависности од тога да ли је откривена или није. Уколико јесте, лопов који буде ухваћен од било ког лица, истог тог дана са украденим пленом, казна у том случају износи четвороструку вредност украдене ствари. Затим, неоткривена крађа је уколико лопов сакрије украдено и без плена у рукама буде ухваћен, тада је казна двострука вредност украдене ствари. Крађа из гробова и са гробова предвиђала је имовинску казну од 100 или 200 перпера, или колико суд одреди. У случају откопавања гробова са оружјем, тако да се покојник не дира кривци су се слали на копање златне руде, док би у супротном случају да се покојник дирао казна била одсецање главе са мачем. Казне за враџбине и магију нису предвиђале право на жалбу другом суду, већ би свако ко би их пронашао, могао убити на лицу места.
Ово представља правни трансплант из Мојсијевог закона:
```
: „
Пророк и сањач који натера друге људе да се одметну од праве вере биће погубљен. Уколико то буде неко близак, као брат, сестра, жена или неко други дозвољена је самопомоћ-каменовање. Уколико се цео град бави врачањем и магијама, да се спали и сви људи и стока мачем побију.
“
```

Одредбе које се односе на тучу:
```
: „
Ако се људи туку, па уколико један од њих удари трудну жену тако да она изгуби дете, али не умре, казна ће бити новчана, а уколико изгуби дете и умре, казниће се по принципу талиона — Око за око, зуб за зуб.
“
```

Одредбе које се односе на робове:
```
: „
Роб-Јеврејин може да служи највише шест година, а седме мора бити пуштен, без откупа!
“ — Ова одредба се у Србији није примењавала доследно, јер робови су се најчешће продавани и по неколико пута између различитих господара.
```

```
: „
Ако је човек пао у ропство заједно са женом, обоје ће бити слободни након 6 година.
“
```

Одредбе о убиству: 
,,ко удари човека и он умре кажњавало се погубљењем"
,,ко удари мајку и оца кажњавао се погубљењем"
Одредбе које се односе на штету коју начини животиња:
```
„ако во убоде човека или жену, те они умру, во да се каменује, а господар вола да се ослободи".
„ако је господар вола знао да је његов во бодач и није га чувао како треба, одговараће по принципу објективне одговорности: биће каменован заједно са волом."
„ако роб погине, власник ни у једном случају није одговоран (у овом случају увиђа се правна неједнакост".
```

## Кривично право у Душановом законику
Душанов законик се састоји из два дела донета на државним саборима, 1349. и 1353. године. Овај законик, заједно са Законоправилом Светог Саве, убрајамо у један од најважнијих писаних извора српског средњовековног права, у њему се огледају напори за стварање мешовитог српско-грчког правног система и идентичне државне организације као компромис и синтеза византијског права и старих обичаја, смештених у феудални друштвени оквир. Једно од главних обележја овог законика јесте да се састоји од великог броја норми везаних за кривично право. Обичајно-правни начин кажњавања извршиоца кривичног дела путем крвне освете и систем законске композиције замењени су у Душановом законику казнама које предвиђа и извршава држава.
Кривично право свој извор проналази у крвној освети. Крвна освета означава сукоб два племена који је најчешће почињао убиством или повредом члана племена, а настављао се међусобним убијањем.У почетку су постојале и освета и нагодба или композиција, тако да је оштећени односно његова породица имала право да одабере једно од та два. Када је створена државна власт, постојали су и мирење и освета. Међутим, држава је настојала да се што већи број случајева реши мирењем и надокнадом штете, па тако и избегне право на освету. Крвну освету не проналазимо у старом српском праву, за време Стефана Немање, а ни у време каснијих припадника династије Немањић. Не зна се и није могуће сазнати када је крвна освета престала да се практикује. Чињеница је да је Душанов законик не познаје и не само то, већ је она у сасвим супротном општем смеру Душановог законика на кривичноправном пољу.

Док са друге стране, остаци крвне освете се налазе у врло развијеном систему новчаних казни (глоба) за разна кривична дела. 
О убиству:

 :,,Где се нађе убиство, онај који буда изазвао, да је крив, ако се и убије."   (члан 86.)
Неки од старих словенских обичаја пренети су у Душанов законик, па се тако могу наћи у члановима који се односе на чупање браде, деликт против личности, што је била повреда части из разлога што су коса, брада и бркови некада били симболи достојанства слободног човека. Кажњавао се релативно ниским новчаним казнама за себаре или одсецањем обе руке у случају да је повређена част властелина, док ова друга одредба јасно указује на класни карактер правне заштите.
О бради властеоској:
„Ко се нађе да је почупао браду властелину, или добру човеку, да се томе обе руке отсеку.“ (члан 97)
О чупању себара:

„И ако се почупају два себра, да је мехоскубина шест перпера.“ (члан 98)
Сам Душан, коме је прихватање Законика гарантовало јачање власти у многонационалној држави, али и учвршћивање међудржавног статуса царевине, у обраћању Скупштини, истакао је следеће: Ја сам желео да у мом Законику буде правде за свакога, од цара и краља до роба. То се може постићи само тако, ако ми, силни овога света, сами себе, писаним законом толико ограничимо да ни у тренутку срџбе не учинимо никоме неправду, да нашу силу и власт никада на зло употребити не можемо. Да би у томе свима велможама богданог ми царства претходио добрим примером, ја, цар, одрекао сам се у овом законику који ће се данас пред вас изнети, многих мојих права самодржавног цара, подвргао сам себе и царицу и младога краља, пресуди мојих судија и
удесио сам тако да ни један судија не одговара, па ма како и нама пресудио

### Кривично дело
Обида, кривина, дуг и дело су само неки од назива који се могу наћи за кривично дело. Душанов законик користи потпуно нови израз – сагрешеније, који се доцније као општи назив користи и у повељама. Сагрешеније се може дефинисати као прекршај државне норме или моралне заповести значајне за државу, а све то у складу са византијским схватањем о томе да је непослушност закону световног карактера у исто време уперена и против божанског закона. За активност извршења кривичног дела коришћени су разни изрази: испакостити, преступити, преслушати, потворити (прописану норму).
Једини разлог за искључење противправности кривичног дела била је нужна одбрана, за коју можемо рећи да је одбрана која је неопходна да се одбије истовремени противправни напад. Тако према Душановом законику, онај који је отпочео свађу је крив, па чак и у случају да је убијен приликом те свађе.

### Кривац

#### Субјект и објект у Душановом законику
Постојање сталешких разлика је имало велики утицај при утврђивању кривичне одговорности. У Душановом законику се види јасна разлика између кривичних дела припадника истог сталежа и између припадника различитих сталежа. У случају да је учињено дело одиграно међу припадницима различитог сталежа, посебно се обраћало на то да ли је себар напао властелина или је било обрнуто. Уколико би себар учинио кривично дело над властелином, уследила би другачија и строжа казна, него што би то био случај када би властелин починио исто дело над себром. Начин опхођења према себрима је био видљив и када се он појављивао у улози субјекта и у улози објекта кривичног дела, то јест када је он извршио дело над властелином, и у улози објекта кривичног дела, односно када је над њим учинио дело властелин.  Разлика је постојала чак унутар самог властеоског сталежа у случају међусобне повреде између властелина и властеличића. Душанов законик је запретио властелчићу телесном казном, а властелину искључиво имовинском. Јединствен кривичноправни режим уживали су становници приморских градова и градова освојених од стране Византије. На основу свега овога можемо закључити да је истовремено постојало више кривичноправних система, што је једна од главних одлика сталешке државе.

У Законику се помињу велика и мала властела. Моћ властеле се заснивала на њеним земљишним поседима, које су једна од основних карактеристика феудалног система.
О убиству:

,,Ако убије властелин себра у граду, или у жупи, или у катуну, да плати тисућу перпера, аколи себар властелина убије, да му се обе руке отсеку и да плати триста перпера“. (члан 94)

#### Виност у Душановом законику
Кривично дело је се могло учинити са умишљајем и из нехата. У првом случају у питању је дело које је учињено свесно и са противправном вољом. Умишљај се у средњем веку називао и нахвалица. Међутим уколико свест између дела и последице није постојала, у питању је кривично дело учињено из нехата. У случају да нема ни умишљаја ни нехата, самим тим не постоји ни виност, па се онда ради о случају. У таквој ситуацији се не одговара кривично.
Доказ да се нехатно извршено дело блаже кажњавало од умишљаног видимо у  Душановом законику који је нехатном извршиоцу кривичног дела попаше запретио плаћањем одштете коју би одредили „душевници“- угледни људи који дају исказ по свом уверењу „по души“. У Душановом законику видимо два случаја у коме су прописане казне под условом да је дело учињено из пизме. Пизма је представљала злу намеру извршиоца кривичног дела. Уколико није било пизме, није било ни кривичног дела.

#### Урачунљивост у Душановом законику
Појам урачунљивости је у великој мери повезан са појмом виности. Урачунљивост као способност расуђивања о својим поступцима и виност психички однос извршиоца према учињеном делу су елементи кривичне одговорности и уједно предуслов за изрицање казне.
У Душановом законику се једино у случају да је дело учињено у стању опијености спомиње нешто слично стању смањене урачунљивости. Међутим, законодавац није сматрао опијеност олакшавајућом околношћу јер се опијени сам довео у стање у коме није способан да јасно расуђује.

### Кривична дела против државног уређења и поретка

#### Невера
Властела је имала привилегију да непосредно врши службу за владара – како војну тако и разне друге функције које би им владар наредио. Па сходно томе, невера је била кривично дело резервисано само за властелу. Од половине 13. века невера се убраја у једно од најтежих кривичних дела за које је био надлежан владарев или државни суд. Из извора сазнајемо да се казна за неверу односила на потпуну конфискацију имовине неверника, изразом „да се распе“.

Неверника је често поред имовинске казне, погађала и нека врста личне казне; у најтежим случајевима неверник је вероватно осуђен на смрт. Тај принцип је био уређен обичајним правом, али је Душанов законик, као важну новину увео ограничење одговорности за неверу само на неверникову кућу, а не на цео род, што није био случај пре Законика. Ограничење одговорности се односило само у виду материјалне одговорности (имовинске казне), иначе, сама кривица се утврђивала индивидуално.
Сам законик о невери каже:

„За неверу, за сваку кривицу, брат за брата, и отац за сина, рођак за рођака; који су одељени у својим кућама од онога који није скривио, ти да не плате ништа, осим онога који је скривио, његова и кућа да плати.“
Из овога видимо да је постојала колективна кривична одговорност целе „куће“ односно породице. Основна друштвена јединица из овог периода јесте породица, а колективна породична својина је најупечатљивији тип својине код свих сталежа. На томе се заснивала и колективна кривична одговорност код кривичног дела издаје.

#### Непокоравање владаочевим наредбама
Од половине 13. века појављује се одредба о кажњавању онога ко не би испоштовао и испуњавао владареве захтеве, уз претњу високом новчаном казном. Ово кривично дело се огледало у темељном одбијању да се покори врховној државној власти. У Душановом законику се на четири места помињу они који не би извршили владареву заповест. О самој казни Душанов законик је ћутао јер се радило о добро познатој норми обичајног права која данас није позната.

#### Претварање повеља
Претварање повеља је кривично дело које се састојало у неовлашћеном преправљању повеља издатих од стране владара. Душанов законик је навео одредбу да ономе који би преправљао баштинске хрисовуље запретио казном поништења повеље и одузимање баштине.

#### Тајно ковање новца
Ово кривично дело представља дело против државе, јер су њиме били значајно угрожени финансијски интереси државе односно владара. У Душановом законику се наводи казна спаљивања за златара који би тајно ковао новац и казна расељавања за село у коме се то одриграло.

#### Неплаћање соћа
Властела је била дужна да плаћа владару соће као данак на земљу уз признавање њега као врховног господара земље. Уколико се не исплати на време значило је не само дуг према државној благајни (фиску), већ и акт непокоравања владару. За скупљање соћа био је одговаран властелин од својих насељеника (које је износило око 60 килограма брашна или један перпер) и потом предавао владару. Ако се то не би учинило у одговарајућем року, властелин се према, како налаже Душанов законик, везивао и држао на владаревом двору док се не би отплатио двоструки износ соћа.
„Доходак царски соће, и намет и харач да даје сваки човек: Кабао жита, половина чиста а половина припроста, или перпер у новцу, а рок томе житу да се усипа на Митров-дан, а други рок на Рођење Христово, аколи соћа властелин не да на те рокове, властелин тај да се свеже на царском двору и да се држи докле не плати двојином.“

#### Збор себара
Себри су се окупљали на сеоским зборовима (скуповима) како би расправљали о важним питањима. Душанов законик је забрањивао окупљање себара на зборовима који су излази из оквира питања усклађених обичајним правом, који су се одржавали без дозволе господара и властелинства. Учесницима забрањеног сабора претила је физичка казна (одсецање ушију), а коловођи казна смуђењем.

#### Бежање меропаха са властелинства
У Душановом законику је прописано кривично дело бежања меропаха са властелинства на друго властелинство. Меропху-бегунцу следила је казна смуђењем и парањем (резањем) носа. Сматра се да је ово кривично дело постојало још од времена када су слободни сељаци почели да се везују за земљу, односно за властелинство. Господар властелинства је сам пресуђивао и доносио казну.
„Меропах, ако побегне куда од свога господара у другу земљу или цареву, где га нађе господар његов, да га осмуди и нос распори, и ујемчи да је опет његов, а друго ништа да му не узме.“ (члан 207)

#### Провод или прејем људски
Провод је кривично дело које се састојало се у помагању меропху да побегне од свог господара. Помагање меропху у бежању са властелинства је извесно била честа појава, која је знатно угрожавала сталешко уређење. Друге повеље и Душанов законик провод сврставају међу најтежим делима (тзв,царске дугове“), које пресуђивао владарев суд.

#### Незаконито примање туђег меропха
Како би привукла меропхе на своја властелинства, властела је користила разна средства. Према Душановом законику из 1349. године властелину који би примио одбеглог сељака на своје властелинство, а без владаревог одобрења, био би приморан да буде враћен првобитном господару. Очигледно је да одредба није поштована и да се наставило са праксом. Како би се спречило, Душанов законик из 1354. године одређује да ће властела и старешине градова бити кажњени као издајници одузимањем целокупног имања и вероватно смртном казном уколико приме туђег меропха.

### Кривична дела против вере
Када су европски народи примили хришћанство у правни живот уведена су и кривична дела против вере. Поједина од тих кривичних дела су остала под надлежношћу цркве (она је судила самостално по тачним прописима црвквеног кривичног права), док су друга постала део државног (световног) кривичног система. Право и надлежност да кажњава кривична дела против вере припало је држави као заштитнику цркве. Ако би неко убио свештено лице (епископа, калуђера или попа) био би кажњаван смртном казном - да се убије и обеси. 
 :,,Ко опсује епископа. или калуђера, или попа, да плати сто перпера. Ко се нађе да је убио епископа, или калуђера, или попа, тај да се убије и обеси." (чл. 95)

#### Јерес
Стефан Немања настојао је да предузме мере против јеретика-богумила. Он је конфисковао њихове куће и имања, старешине је кажњавао одсецањем језика и прогонством, а друге је осуђивао на ломачу. Спаљивање јеретика на ломачи примењивано је како на западу тако и на истоку Европе. Због опасности од ширења јереси највероватније из Бугарске и Босне, цар Душан је чврсто одлучио да сузбије утицај јеретика. Тако је прописао казну, да ономе ко је практиковао јеретичко учење, а ономе који би га скривао жигосањем. Једно од посебних кривичних дела јереси подразумева изговарање јеретичких речи. У Душановом законику наведено је под претњом казне за властелина од 100 перпера, а за себра од 12 перпера и батинама. Јеретици су критиковали православну цркву. Њихова критика, посебно материјалних богатства цркве и повлашћених лица, представљала је претњу како за цркву тако и за сталешко уређење.
О јеретику:

„И ко се нађе ко јеретик, живећи међу хришћанима, да се ожеже по образу и да се изагна, а ко би га тајио, и тај да се ужеже.“

#### Прелазак и превођење у католиченство
Средњовековну Србију је настањивало много припадника католика, нарочито у приморским градовима и у градовима у унутрашњости (где су живели Саси и други народи). Занимљиво је да је чак и на српском двору било католика. Дугогодишњи протовестијар (министар финансија) цара Душана био је чувени Никола Бућа, католик пореклом из Котора. Душанову најамничку војску чинило је неколико хиљада Немаца католика. Католици су уживали слободу вероисповести, право да слободно исповедају своју веру. Српска држава је поштовала принцип верске толеранције према свим рођеним католицима, тако да су они имали потпуну слободу вероисповести и право да слободно исповедају своју католичку веру.
С друге стране, Србија је била конфесионална православна држава. Званична вера је била православна вера и није било дозвољено да неко ко је рођен као православни напусти ту веру и прими неку другу веру. Није постојала слобода религијске савести, као ни у другим православним и католичким земљама. Душанов законик је изричито забрањивао прелажење православних у католиченство и католичком попу превођење православног у католицизам. 
У градовима у унутрашњости, бројни Дубровчани и Саси су склапали бракове са православним Српкињама и та одредба, коју је предложила Православна црква, требало је да спречи њихов прелазак у католичку веру.

#### Враџбине
Државне власти су упорно сузбијале врачења и празноверице. У Душановом законику су предвиђене строге казне за вађење мртваца из гроба (јер се наводно повампирио). У случају истраге вампира (вукодлака) село је било дужно да плати колективну вражду - новчану казну од 500 перпера (исто као за убиство). Уколико би поп учествовао у том процесу, одузимало му се поповство. 
Празноверје је трајало вековима и његов утицај се може осетити и данас. Српска државна власт је кажњавала кршење црквених прописа о браку, о чему верно сведочи Жичка повеља.
О врачарима који тела мртвих спаљују:

„И људи, који врачбинама узимају из гробова, те их спаљују, то село, које то учини, да плати вражду. а ако буде поп на то дошао, да му се узме поповство.“

### Кривична дела против судства
Колико је савршено судство које прописује Душанов законик видимо из чињенице што је он предвиђао чак три врсте поротника. Свака је састављена од поротника оног сталежа коме припада оптужени, а не тужилац, чиме се у многим стварима штитило право нижих сталежа, првенствено из разлога што није могло доћи до злоупотребе суда и пороте од стране неког вишег сталежа. Па самим тим, колико детаљно је ораганизован сам суд, толико детаљно је Душанов законик и регулисао кривична дела против судства.

#### Самосуд
Самосуд је кривично дело које се односило на задовољавање правде мимо суда, тј. узимање правде у своје руке. Под појмом самосуда узимали су се обзир само дело и казна - глоба за то дело. Облик самосуда представљао је и изам из уговора са Дубровником. Кривично дело изма се огледало у томе што би се за дуг Дубровчанина одузимала имовина након његовог земљака, како би се дужник принудио да плати дуг. У Душановом законику било је забрањено узимање правде у своје руке. Уколико би неко самовласно узнемиривао црквене људе био је дужан да плати седмоструки износ спора.

#### Срамоћење судије
У Душановом законику се налази одредба којом је прописано кривично дело које се односило на срамоћење судије као представника централне власт. Као извршиоце законодавац је обухватио властелина и село као једну целину, које је погађала сурова казна заплењивања целокупног власништва, а поред тога, сељани су били протеривани из тог села.
О судијиној срамоти:

„Ко се нађе да је осрамотио судију, ако буде властелин, да му се све узме, аколи село, да се распе и оплени.“(члан 111.)

#### Престој
Престој јесте кривично дело које се односи на неодазивање на судски позив. Да је порекло овог кривичног дела из дубоке прошлости, говори казна која је предвиђена за њега. Наиме, ономе ко се не одазове на судски позив следила је казна од шест волова. Израз престој је изведен од глагола „престојати“ јер је страна која се одазвала суду у заказано време, чекала и престајала (заказано време рочишта). Лице које би неоправдано изостало било би оптужено за кривично дело престоја.

#### Одбој
Одбој је кривично дело које би починило оно лице, које одбије да изврши налог судског изасланика. Душанов законик је предвидео значајно строже кажњавање тог дела. Са циљем да се уздигне ауторитет судске власти, Душанов законик, запретио је оном ко одбије судског сокалника суровом казном одузимања свега што има у власништу, другим речима потпуном конфискацијом имовине.

#### Послух
Сведок који се не би појавио на суду извршио би послух. Послух се називао како сведок тако и кривично дело и казна.

### Кривична дела против личности

#### Убиство
За убиство се пре свега везује сам настанак кривичног права уопште. Па самим тим су и схватања за казне различитих народа била другачија. Словени су вековима као казну за убиство прописивали (тзв. системом композиције). То се може огледати и на српском примеру - када је краљ Милутин 1308. године одбио захтев Дубровчана да се у случају убиства његови поданици кажњавају смртном казном, а не плаћањем новчане казне. Из поменутог се може закључити да је почетком 14. века код Срба новчана казна за убиство још искључивала смртну казну. Тек у Душановом законику наилазимо на промену да се, осим глобе, поприме и казне византијског казненог система. За случај убиства прописивала се физичка казна (сакаћење), а за квалификоване случајеве убиства смртна казна, међутим, остала је и новчана казна која се називала глоба.
 :,,Ко није дошао хотимице, силом, те је учинио убиство, да плати триста перпера, ако ли је дошао хотимице, да му се обе руке отсекy“), која је била основна одредба о убиству, прописана је за извршиоца нехатног убиства казна од 300 перпера, а за умишљајног убицу казна одсецања обе руке." (чл. 87)
Душанов законик квалификује случајеве убиства. Онај ко убије свештено лице односно епископа, калуђера или попа, је био кажњаван смртном казном. Затим, убица блиског сродника је био кажњаван смртном казном спаљивања.

#### Телесне повреде
Телесне (физичке) повреде престављају кривично дело против живота и тела које се састоји у нарушавању телесне конституције или здравља лица. Ово кривично дело, постоји у свим друштвима и у свим временима. У српским писаним изворима се ретко где помиње - може се закључити да је оно било уређено само обичајним правом.

У Светостефанској повељи краља Милутина помињу се телесне повреде на два места. 
а)	Себар који би истукао „владалца“ (управника имања) био би кажњен глобом од шест оваца и тамницом три месеца.

б)	Онај ко би другог окрвавио морао је да плати цркви три платна и наводчији (тужиоцу) три платна.
У Душановом законику су прописане две одредвбе које се тичу телесних повреда, које би нанео пијаница другом лицу.
а)	Онај ко другом нанесе тешке телесне повреде (некога посече или окрвави, али не усмрти) кажњаван је вађењем ока и одсецањем руке.

б)	Онај ко другог лакше телесно повреди, без окрвљавања, и нанесе му срамоту кажњаван је батинањем (сто удараца штапом), затварењем у тамницу и после пуштања из тамнице новим батинама.
Термин крв се односи на тешку телесну повреду и по тежини је следила одмах након убиства.

#### Силовање
Силовање је кривично дело које се јавља у невољном и упорном присиљавању на полни однос, уз примену силе или извесне претње да ће живот жртве бити угрожен уколико не поступи како је речено. Стари законодавац није познавао термин полне неутралности, према којој могу кривично одговарати лица и женског и мушког пола односно жртве могу бити и женска и мушка лица. У складу са друштвеним околностима и бројним примерима које му је пружала судска пракса, стари законодавац је предвиђао само силовање, као кривично дело, које би починио мушкарац над женом.
О насиљу:

„Ако који властелин узме властелинку силом, да му се обе руке отсеку и нос сареже; ако ли себар узме силом властелинку, да се обеси, аколи своју другу узме силом, да му се обе руке отсеку и нос сареже.“(члан 53)

#### Увреда
Увреда се сматра кривичним делом против части које се могло извршити делом или речју. У српским писаним изворима помиње увреда части делом, у лакше или у тежем облику. Лакши облик звао се мехоскубина и састојао се у чупању туђе косе или браде. Оно је представљало лакшу телесну повреду, али и наношење срамоте. Стари израз мехоскубина (мех-длака, крзно; скубати – чупати) указује да је кривично дело настало из обичајног права. Искључиво припадници себарског сталежа су могли извршити ово кривично дело. У случају међусобног гурања и чупање косе и браде прописала се релативно ниска казна у износу од шест перпера (у савременом праву, уколико увређени узврати увредом, тзв. реторзија, суд може обе стране ослободити казне). Чупање браде властелину добром човеку тумачило се као тежи облик увреде.
У Душановом законику се извршиоцу теже увреде прописује казна одсецања руку. Добрим човеком сматрао се невластелин који је био носилац јавне функције (кнез, примићур, владалац). Он се налазио на лествици између властеле и себара, потом иде свештеник, али и угледни припадници себарског сталежа. Оправдања за тако строгу казну (која је била иста као и за умишљајно убиство) односила су се на заштиту части властелина и других угледника. Вербална увреда части се јавила тек у Душановом законику. Најчешће је то био облик псовања и то у два облика; прво је псовање између властелина и властеличића, а друго је псовање властелина и властеличића, с једне, и себра, с друге стране. Властелин који би опсовао властеличића кажњаван је са 100 перпера, док би властелчић за псовање властелина, осим 100 перпера, морао да буде кажњаван и батинама. Себар је за псовање властелина и властеличића кажњаван са 100 перпера и смуђењем - процес паљења косе и браде. Властелин и властеличић за псовање себра били би кажњавани са 100 перпера.

### Кривична дела против имовине

#### Крађа (татба) и разбојништва (гуса)
Крађа представља противправно присвајање туђе покретне ствари с циљем прибављања имовинске користи. Душанов законик је јасно разликовао обичну грађу од професионалне крађе. Обична крађа се изршавала по приватној тужби оштећеног. Према обичајном праву, казна је износила вишеструку вредност украдене ствари. Професионални лопов и лопов ухваћен на делу гоњени су по службеној дужности и кажњивани су ослепљивањем, како би се онеспособили да касније наставе са криминалним активностима.

Лопов и разбојник ухваћени на делу нису могли бити помиловани. За професионалног разбојника и разбојника ухваћеног на делу била је прописана смртна казна, односно да се обеси и остави и виси стрмоглав. Душанов законик је јасно истакао борбу против разбојника и лопова и општу истрагу у земљи (inquisitio terrae generalis).
О лоповима и разбојницима:

„Заповеда царство ми: По свима земљама, и по градовима, и по жупама и по крајиштима лопова и разбојника да није ни у чијем пределу. И овим начином да се укине крађа и разбојништво: У којем се селу нађе лопов или разбојник, то село да се распе, а разбојник да се стрмоглав обеси, а лопов да се ослепи, а господар села тога да се доведе свезан царству ми, да плаћа све што је учинио разбојник или лопов од почетка, и опет да се казни као лопов и разбојник.“(члан 145)
Пошто средњовековна држава није била у могућности да сама води општу истрагу, (јер није имала довољно ни материјалних средстава, ни истражних ни полицијских органа, као ни идеју да то треба да ради у сопственој режији), успела је да наметне обавезу истраге господарима и управницима властелинства и старешинама села и катуна. Уколико не би неизвршили те обавезе кривично би одговарали и били кажњавани као тати или гусари. На тај начин је основана колективна одговорност за извршавање свих обавеза.

#### Паљевина
Паљевина као кривично дело се односило на паљење кућа, гумна, сена и сламе у селу или изван села. То је било врло опасно кривично дело против имовине, са страшним последицама за припаднике села. Ово кривично дело се у изворима пре Душановог законика не спомиње, али се не сумња да је постојало. Одредбама Душановог законика прописује се случај уколико дође до паљевине, село, односно околина, била је дужна да изручи извршиоца или да плати одштету могућности. Разлог те одредбе лежи у очекивању да ће село изручити извршиоца који је са злом намером извршио то дело, а да неће изручити извршиоца који није имао намеру или није био свестан својих поступака.
,,Ко се нађе да је ужегао кућу, или гумно, или сламу, или сено, да то село да запаљивача, аколи га не да, да плати оно село што би запаљивач платио." (чл. 99)

#### Потка
Потка се односила на било какву повреду земљишне (аграрне) својине. Потком је називана и казна за то дело. Скопском повељом из 1299/1300. године био је предвиђен сценарио потке: за одвраћање воде од имања, за бесправно орање, сечу дрвећа итд. Казна је била 12 перпера. Потки су у Душановом законику посвећена два члана. Казна за потку међу селима износила је 50 перпера, а за потку међу Арбанасима и Власима казна од 100 перпера. Половина износа ишла је владару, а половина господару села. У случају да је Влах или Арбанас дошао са стоком у село у коме се већ налазио неко други са стоком, морао би да платипотку и оно што је стока попасла.

Поента одредбе требало је да буде планско избегавање истовременог доласка у једно село две различите сточарске групе. Услед велике бројности стада могло је доћи до велике неприлике селу и изазвати крваве сукобе између сељана и непожељних сточара.
,,Потка међу селима педесет перпера, а Власима и Арбанасима сто перпера, и те потке цару половина а господару половина чије буде село." (члан 77.)

#### Попаша
Попаша јесте врста повреде земљишног власништва. Скопском повељом из 1299/1300. године прописана је за оно лице које би без игумановог одобрења напасао стада на манастирском пасишту, висока казна од 1000 перпера. Трећина казне је одлазила у корист манастира, а остатак владару. Такође, кривац је морао да надокнади штету за сву манастирску стоку која би угинула преко зиме.
Средњовековни законодавац није био упознат са појмом „заштите објекта" у случају разврставања кривичних дела. Искључиво је прописивао одређена кривична дела од случаја до случаја, како су налагале одредбе живота. Законодавац није полазио од претпоставке да не постоји ниједна одредба, док је он не пропише. Стари законодавац је уређивао поједине односе само када је постојао адеватан и смислен разлог за његову интервенцију. Све остало је препуштено обичајном праву и правној (судској) пракси.

## Казне у Душановом законику
Важно је истаћи да су само поједине одредбе из Душановог законика биле нове, а да је велики део преузет из раније важећих закона српских владара и византијске државе. Тако да је Душановим закоником прихваћен византијски систем казни. Данас се овај законик сматра једним од најригорознијих. Лакша кривична дела предвиђала су новчане казне, која су се плаћала држави, а не оштећеноме. Тешке телесне казне извршавале су се јавно, што је требало да послужи и као генерална и као специјална превенција. Могућност да се кривац временом поправи није била предвиђено овим закоником и није се сматрало дужношћу државе, па је ту дужност, у складу са учењем о покајању греха, црква узела на себе, користећи сложени систем црквених епитимија, поред редовне државне казне.
За места суђења и извршења казни сматра се да је постојао велики број тамница на црквеним, властелинским и државним поседима, на царском и патријарховом двору. Судска организација у феудалној Србији није била јединствена, постојало је неколико врста судова, чија је надлежност била подељена по категоријама становништва и по врстама кривичних дела, односно спорова. Црквени суд је постојао, не као творевина државе, која је део својих судских права пренела на цркву, већ као самостална и независна институција. Црквени суд је доспео у Србију из Византије заједно са црквеном организацијом. Дуго времена основна и најраширенија кривична санкција била је глоба, односно новчана казна. Осим глобе, држава се служила и другим казнама, смртном, телесном, лишавањем слободе, губитком часних права (атимија), конфискацијом и прогонством.

#### Телесне казне
Оне се јављају тек у Душановом законику. Три најчешћа облика телесних казни су: сакаћење, жигосање и батиање. Због недостатка извора, нема сачуваних података о њиховој примени. Само два помена телесних казни за непуна три века указују да казне преузете из Византије нису ухватиле корена у средњовековној Србији, већ се наставило практиковање примене обичајног права за та кривична дела. Сакаћење се вршило одсецањем руку, ушију, језика, носа, ослепљивањем, за тешка дела: умишљајно убиство, убиство властелина од себра, силовање итд. Казна сакаћења била је предвиђена за себре, али исто и за припаднике племићког сталежа за одређена кривична дела.
Сакаћења готово сва, осим кастрације, Душанов законик је преузео из византијског права. Обично се сакатио онај део тела којим је извршено кривично дело. Руке су одсецане и ономе ко би продао хришћанина иноверцу. Такође, у Душановом законику било је предвиђено паљење- жигосање по образу и тзв. смуђење. Казна жигосања је имала за циљ да обешчасти осуђеног и да га трајно обележи као извршиоца злочина и тиме да застраши остале потенцијалне извршиоце тих кривичних дела. Жигосањем се кажњаво меропах ако побегне од свога господара. По образу би се жигосао јеретик и онај који би га скривао. Смуђење или паљење косе и браде била је казна намењена само себрима - у случају да је себар опсовао властелина или ако би био коловођа недозвољеног збора.
Прогонство се примењивало када би католик узео „христијанку“ и не покрсти се, или ако се нађе јеретик да живи међу хришћанима, затим за вађење људи из гробова (чл. 20), за убиство себра од стране властелина (чл. 94), за напад на трговце (чл. 118), за неоправдано задржавање трговаца(чл. 122). Глоба се плаћала најчешће у новцу, а понекад и у стоци. У Душановом законику се предвиђала и казна батињања - бијења штаповима. Овом казном се претило калуђеру који би узео мито, властеличићу који би опсовао властелину, себру за јеретичку реч. Услед недостатка извора, нема помена о промени те казне. 
О тргу: „Трговци који иду по царевој земљи, да није властан никоји властелин, ни који било човек силом им сметати, или шчепати робу, а новац му силом наметнути; ко ли се наñе да је силом растоварио или растурио да плати петсто перпера.“(члан 118)

О трговцима: „Ако ли властелин задржи трговца, да плати триста перпера, ако ли га цариник задржи да плати триста перпера.“ (члан 122)

#### Смртна казна
Смртном казном се требало казнити себар који силује властелинку, убицу црквеног човека, убицу најближег сродника, разбојника и крадљивца итд. Имала широку примену, за низ кривичних дела: ако себар силује властелинку (или ако је отме), која се кажњавала вешањем, што се сматрало најсрамнијом византијском казном. Нема ниједног помена у сачуваним изворима да је запрећена смртна казна за та дела примењена. Два сачувана извора говоре да ти прописи нису примењивани чак ни у време царства. Вероватно је смртна казна, како пре тако и после доношења Душановог законика, била примењивана за тзв. политичка кривична дела, невернике (издајнике), погубљенике итд.

#### Казна лишења слободе
За разлику од савременог кривичног права, у коме су доминантне казне лишења слободе и новчане казне, у средњовековном праву казна лишења слободе имала је сасвим прихватљиву улогу, коју повезујемо са појмом тамнице. Етимологија речи указује да се радило о мрачном месту, у коме су затворена лица. Тамница је више била истражни притвор или притвор за презадуженог дужника, него права казна. Данас само у Светостефанској повељи налазимо казну затвора од три месеца у тамници за онога ко би истукао управника манастирског имања. У Душановом законику је прописана казна затвора у тамници само у два случаја, док се на другим местима помиње само као краткотрајна и принудна мера задржавања.
О збацивању раса:

„И калуђер који збаци расе, да се држи у тамници, док се опет не врати у послушност, и да се казни.“